# The Heist (album)
The Heist là album thứ hai của rapper người Mỹ Macklemore và nhà sản xuất Ryan Lewis. Sản xuất độc lập, ghi âm và phát hành bởi bộ đôi, album đạt số 1 trên iTunes trong vòng vài giờ được phát hành vào ngày 09 tháng 10 năm 2012 mà không có quảng cáo chính thức hoặc hỗ trợ.
Album được thu âm tại Seattle từ năm 2009 đến năm 2012 và được phát hành vào Macklemore LLC. Một loạt các đĩa đơn được phát hành trước khi phát hành album từ cuối năm 2010 trở đi, với đĩa đơn thứ năm "Thrift Shop" là thương mại thành công nhất - đạt đỉnh trên bảng xếp hạng Billboard Hot 100 ở vị trí thứ 1 và đứng trong top 40 ở nhiều nước ngoài, đạt đỉnh vị trí số một trong New Zealand và Úc. Đĩa đơn thứ ba của album "Can't Hold Us" cũng đạt được thành công thương mại lớn - đạt số 1 tại Hoa Kỳ, Australia, và Thụy Điển.
Album đã bán được 78.000 bản trong tuần đầu tiên, và đứng vị trí số 2 trên bảng xếp hạng US Billboard, nhưng đứng vị trí số 1 trên bảng xếp hạng R&B/Hip-Hop Albums and Top Rap Albums, trong Album Canada Chart tại số 4. Tính đến tháng 11 năm 2013, album đã bán được hơn 1.132.000 bản tại Mỹ và đã nhận được đánh giá tích cực từ các nhà phê bình.

## Danh sách bài hát
| STT              | Nhan đề                                                   | Sáng tác                                 | Thời lượng |
| ---------------- | --------------------------------------------------------- | ---------------------------------------- | ---------- |
| 1.               | "Ten Thousand Hours"                                      | Ben Haggerty Ryan Lewis Chris Mansfield  | 4:09       |
| 2.               | "Can't Hold Us" (hát cùng Ray Dalton)                     | Haggerty Lewis Dalton                    | 4:18       |
| 3.               | "Thrift Shop" (hát cùng Wanz)                             | Haggerty Lewis                           | 3:57       |
| 4.               | "Thin Line" (hát cùng Buffalo Madonna)                    | Haggerty Lewis Nate Quiroga              | 4:16       |
| 5.               | "Same Love" (hát cùng Mary Lambert)                       | Haggerty Lewis Mary Lambert              | 5:20       |
| 6.               | "Make the Money"                                          | Haggerty Lewis                           | 3:44       |
| 7.               | "Neon Cathedral" (hát cùng Allen Stone)                   | Haggerty Lewis Stone                     | 4:34       |
| 8.               | "BomBom" (hát cùng The Teaching)                          | Lewis                                    | 4:55       |
| 9.               | "White Walls" (hát cùng Schoolboy Q và Hollis)            | Haggerty Lewis Quincy Hanley Hollis Wear | 3:40       |
| 10.              | "Jimmy Iovine" (hát cùng Ab-Soul)                         | Haggerty Lewis Herbert Stevens IV        | 3:53       |
| 11.              | "Wings"                                                   | Haggerty Lewis Wear                      | 4:59       |
| 12.              | "A Wake" (hát cùng Evan Roman)                            | Haggerty Lewis Roman                     | 3:46       |
| 13.              | "Gold" (hát cùng Eighty4 Fly)                             | Haggerty Lewis Devon Taylor              | 4:11       |
| 14.              | "Starting Over" (hát cùng Ben Bridwell từ Band of Horses) | Haggerty Lewis Benjamin Bridwell         | 4:11       |
| 15.              | "Cowboy Boots"                                            | Haggerty Lewis                           | 4:16       |
| Tổng thời lượng: | Tổng thời lượng:                                          | Tổng thời lượng:                         | 64:09      |

| Deluxe edition bonus tracks | Deluxe edition bonus tracks | Deluxe edition bonus tracks | Deluxe edition bonus tracks |
| STT                         | Nhan đề                     | Sáng tác                    | Thời lượng                  |
| --------------------------- | --------------------------- | --------------------------- | --------------------------- |
| 16.                         | "Castle"                    | Haggerty Lewis              | 4:18                        |
| 17.                         | "My Oh My"                  | Haggerty Lewis              | 4:17                        |
| 18.                         | "Victory Lap"               | Haggerty Lewis              | 3:34                        |

## Bảng xếp hạng
| BXH (2012–13)                            | Vị trí cao nhất |
| ---------------------------------------- | --------------- |
| Album Úc (ARIA)                          | 2               |
| Album Áo (Ö3 Austria)                    | 14              |
| Album Bỉ (Ultratop Vlaanderen)           | 11              |
| Album Bỉ (Ultratop Wallonie)             | 17              |
| Album Canada (Billboard)                 | 4               |
| Album Đan Mạch (Hitlisten)               | 25              |
| Album Hà Lan (Album Top 100)             | 18              |
| Album Pháp (SNEP)                        | 19              |
| Album Đức (Offizielle Top 100)           | 6               |
| Album Ireland (IRMA)                     | 6               |
| Album Ý (FIMI)                           | 16              |
| Album New Zealand (RMNZ)                 | 1               |
| Album Na Uy (VG-lista)                   | 35              |
| Album Tây Ban Nha (PROMUSICAE)           | 46              |
| Album Thụy Điển (Sverigetopplistan)      | 7               |
| Album Thụy Sĩ (Schweizer Hitparade)      | 10              |
| Album Anh Quốc (OCC)                     | 20              |
| Album Anh Quốc R&B (OCC)                 | 1               |
| Album Hoa Kỳ Billboard 200               | 2               |
| Album Hoa Kỳ Digital (Billboard)         | 1               |
| Album Hoa Kỳ Top R&B/Hip-Hop (Billboard) | 1               |
| Album Hoa Kỳ Top Rap (Billboard)         | 1               |
| Album Hoa Kỳ Independent (Billboard)     | 1               |
| Album Hoa Kỳ Top Tastemaker (Billboard)  | 7               |